# استیو بک
استیو بک (انگلیسی: Steve Beck) کارگردان فیلم‌های تبلیغاتی و سینمایی اهل ایالات متحده آمریکا است.

## فیلم‌شناسی

### کارگردان
- سیزده روح (۲۰۰۱)
- کشتی ارواح (۲۰۰۲)

### جلوه‌های بصری
- ایندیانا جونز و آخرین جنگ صلیبی (۱۹۸۹) (کارگردان هنری)